# Sveržov
Sveržov este o comună slovacă, aflată în districtul Bardejov din regiunea Prešov. Localitatea se află la altitudinea de 347 m deasupra n.m., se întinde pe o suprafață de 5,7 km2 și în 2017 număra 604 locuitori. Se învecinează cu comuna Gaboltov.

## Istoric
Localitatea Sveržov este atestată documentar din 1355.

## Demografie
| An:                | 1994 | 2004    | 2014    | 2024    |
| ------------------ | ---- | ------- | ------- | ------- |
| Număr de persoane: | 444  | 511     | 580     | 677     |
| Diferență:         |      | +15,09% | +13,50% | +16,72% |

| An:                | 2023 | 2024   |
| ------------------ | ---- | ------ |
| Număr de persoane: | 652  | 677    |
| Diferență:         |      | +3,83% |